# Iter meum
Iter meum (Latijn voor: Op mijn manier) is een studioalbum van Johannes Schmoelling.

## Inleiding
Naar eigen zeggen keerde Schmoelling met dit album terug naar zijn periode met Tangerine Dream, de periode 1980-1985. Albums uit die tijd waren bijvoorbeeld Tangram en Logos Live. Hij schreef deels nieuwe muziek die in die periode zou passen, haalde een aantal muzikale citaten naar voren en nam ze ook op met synthesizerapparatuur uit die jaren. Het was volgens hem het tijdperk van de overgang van analoge naar digitale synthesizers. Opnamen vonden plaats gedurende 2022 in zijn eigen geluidsstudio Rietstudio. 
Op de platenhoes is een foto van Schmoelling te zien uit genoemde periode in de Studio Tempelhof, genomen door Monica Froese, echtgenote van Edgar Froese, leider van Tangerine Dream. Ze werden ter beschikking gesteld door Jerome Froese, hun zoon, die ook een tijd deel uitmaakte van de band en samen met Schmoelling enige tijd de elektronische band Loom vormde. Op het tekstboekje staat een foto van Schmoelling in 2022.
Het album kwam tot stand nadat Schmoelling een versie hoorde van een deel van het album Tangram gespeeld door Tangerine Dream, maar dan in een andere samenstelling (de band wisselde nogal eens van personeel; Froese overleed in 2015). Schmoelling vond het maar niets en wilde de originele stemming bij de opnamen van dat album naar voren halen. Klanken uit die tijd stonden nog in zijn apparatuur; een Roland Jupiter 8 en PPG Wave. 

## Musici
- Johannes Schmoelling – synthesizers, elektronica

## Muziek
| Nr. | Titel                                    | Duur  |
| --- | ---------------------------------------- | ----- |
| 1.  | Suite exceptionelle (Schmoelling)        | 11:43 |
| 2.  | Crossing Pont de Normandie (Schmoelling) | 4:13  |
| 3.  | Mementos (Schmoelling)                   | 10:45 |
| 4.  | Turn of the times (Schmoelling)          | 6;15  |
| 5.  | Toccata (Schmoelling)                    | 7:11  |
| 6.  | Cantus firmus (Schmoelling)              | 7:05  |
| 7.  | Iter meum (Schmoelling)                  | 5:16  |
| 8.  | Mytangram (Schmoelling)                  | 12:42 |

Cantus firmus voerde hem terug naar zijn werk als plaatselijk kerkorganist te Delmenhorst.